# Мальований Мирослав Степанович
Мальований Мирослав Степанович (нар. 13 серпня 1957, Підволочиськ, Тернопільська область) — український техноеколог. Доктор технічних наук, професор, завідувач кафедри екології та збалансованого природокористування Інституту екології, природоохоронної діяльності та туризму ім. В'ячеслава Чорновола Національного університету «Львівська політехніка».

#### Освіта, дисертації
Вища освіта:
- 1979 р. закінчив Львівський ордена Леніна політехнічний інститут імені Ленінського комсомолу, отримав диплом інженера-механіка з відзнакою за спеціальністю «Механічне обладнання підприємств будівельних матеріалів, виробів та конструкцій»;
- 1979—1984 р. — навчання в аспірантурі у Львівському політехнічному інституті на кафедрі «Процеси та апарати хімічних виробництв».

Кандидатська дисертація: «Кінетика вилуговування фосфоритів розчином азотної кислоти» за спеціальністю 05.17.08 — процеси та апарати хімічної та нафтохімічної технології (науковий керівник: проф. Семенишин Є. М.), 1992.
Докторська дисертація: «Теоретичні основи процесів автокаталітичного розчинення сірки та розроблення технології полісульфідів натрію» за спеціальністю 05.17.08 — процеси та обладнання хімічної технології та 05.17.01 — технологія неорганічних речовин (науковий консультант: проф. Гумницький Я. М.), 1997.

#### Професійна діяльність
- від 1984 до 1999 — робота на різних посадах від інженера до завідувача науково-дослідного відділу Всесоюзного науково-дослідного інституту сірчаної промисловості (згодом — Інститут гірничохімічної промисловості у Львові);
- 1999—2001 — директор дочірнього підприємства ВАТ «Інститут гірничохімічної промисловості» — ОС «ЕКОХІМСЕРТ»;
- у 2001—2002 роках — професор кафедри «Хімічна інженерія і промислова екологія»;
- від 2002 — завідувач кафедри «Екологія та охорона навколишнього середовища», згодом перейменованої на «Прикладна екологія та збалансоване природокористування» (2011—2013) і «Екологія та збалансоване природокористування» (із 2013).

#### Навчальна робота
Читає лекційний курс Техноекологія.

#### Наукова робота
Працює у сфері застосування природних дисперсних сорбентів у природоохоронних технологіях.
Консультант захищених 2 докторських дисертацій і керівник захищених 15 кандидатських дисертацій.

#### Наукові публікації
Автор понад 500 наукових праць.
Основні публікації:
1. Мальований М. С. Очищення стічних вод природними сорбентами: монографія/ М. С. Мальований, Петрушка І. М. — Львів: Видавництво Львівської політехніки, 2012. — 180 с.
2. Петрушка І. М. Сумісний помел та кислотне модифікування бентонітів з ціллю отримання сорбента для очищення рідинних середовищ від органічних забрудників/ І. М. Петрушка, М. С. Мальований.// «Вісник Кременчуцького національного університету імені Михайла Остроградського». — № 2(73). — Кременчук, 2012. С. 167—170.
3. Сабадаш В. В. Вплив гранульованих та капсульованих мінеральних добрив на фізико-хімічні властивості ґрунту та функціонування ґрунтової мікрофлори/ В. В. Сабадаш, І. Б. Русин, М. С. Мальований, Я. М. Гумницький, Недаль Хуссейн Мусалам Аль Хасанат//Сільський господар. — 2011, № 5-6, с. 14-17.
4. Мальований М. С. Проблема підготовки наукових кадрів в галузі охорони навколишнього середовища//Екологічна безпека та збалансоване ресурсокористування. Науково-технічний журнал № 1(3). — Івано-Франківськ, 2011, с. 64-68.
5. Мальований М. С. Комплексна стратегія попередження забруднення навколишнього середовища сульфідвмісними стоками/ М. С. Мальований, Н. С. Ріпак, І. М. Ільків// Научно-производственный журнал «Экология и промышленность». — № 3. — 2010. с. 21-24.

#### Членство в комісіях, організаціях і наукових радах
- Член спеціалізованих вчених рад із захисту дисертацій Д 35.052.09 та Д 20.052.05;
- член президії Комісії з напрямку «Екологія, охорона навколишнього середовища та збалансоване природокористування» Міністерства освіти молоді і спорту України;
- директор Сертифікаційного центру «Галсерт»;
- керівник Львівського обласного відділення Всеукраїнської екологічної ліги;
- член Львівської обласної дегустаційної комісії;
- голова Надзірної ради Львівської міської ради за виконанням Комплексної екологічної програми на 2012—2016 роки;
- член Науково-технічної Ради ДП «Львівстандартметрологія»;
- член експертної ради Львівської обласної державної адміністрації з розробки та супроводу заходів з енергозбереження а також розробки основних інноваційно-орієнтованих принципів енергоощадного будівництва;
- член експертно-дорадчого органу з питань поводження з твердими побутовими відходами у Львівській області.